# Sherone Simpsonová
Sherone Simpsonová (* 12. srpna 1984) je jamajská atletka. Je zlatou medailistkou ve štafetě na 4 × 100 m z roku 2004.
Dne 14. července 2013 Simpsonová oznámila, že byla pozitivně testována na lék oxilofrin. V dubnu 2014 protidopingová komise Jamajky oznámila, že ji bude pozastavena na 18 měsíců činnost kvůli dopingovým poplatkům, jejichž platnost vyprší v prosinci téhož roku. Po odvolání k rozhodčímu soudu pro sport (CAS) však bylo pozastavení zrušeno dne 14. července 2014.